# Thanatus flavidus
Thanatus flavidus är en spindelart som beskrevs av Simon 1875. Thanatus flavidus ingår i släktet Thanatus och familjen snabblöparspindlar. Inga underarter finns listade i Catalogue of Life.